# Tayang
Tayang o Taiboga Khan (Taïbuqa o Balbuqa) fou kan dels naiman vers 1197-1204. El seu nom de Tayang deriva del seu títol xinès de tai-wang o ai-yang, en mongol transcrit com a tayang.
Era fill del kan Inantch-bilgä a la mort del qual vers el 1197 el va succeir. El seu germà Buyurug va usurpar una part de les terres dels naiman, però probablement es va reconèixer com a vassall del seu germà gran. Tayang governava sobre els clans de la plana, és a dir del costat dels llacs de la província de Kobdo, i Buyurug als districtes muntanyosos cap a l'Altai.
El 1198 el domini de Buyurug fou assolat per Togrul Khan (des de 1196 tenia el títol xinès de wang i era conegut com a Wang Khan) dels kerait, i pel seu vassall Genguis Kan dels mongols; Butyurug es va retirar cap al riu Urungu, perseguit fins al llac Kizilbach (segurament el llac Urungu on desaigua el riu Urungu) on segón la "Història secreta" finalment fou mort cosa dubtosa. A l'any següent el lloctinent de Buyurug, el general Koksegu Sabraq, va fer un inesperat contraatac a Bayidarah-betchir. Wang Khan (Togrul Khan) va aixecar el campament sense prevenir a Genguis Kan que va haver de fer una perillosa retirada. Llavors els naiman van envair el país kerait, i Djagambu (germà de Wang Khan) i Ilqa Sangun (fill de Wang Khan) van haver de fugir. Wang Khan va cridar en ajut a Genguis Kan que li va enviar els seus «quatre grans guerrers» (dorben kulu'ud) és a dir a Boortchu, Muqali, Boroqul i Tchila'un, que van salvar al darrer moment a Ilqa Sangun, van expulsar els naiman de les terres kerait i van recuperar el bestiar agafat pels naiman. Qassar, germà de Genguis, va acabar la campanya amb una gran victòria sobre els naiman. La participiació de Tayang en aquestos fets és desconeguda.
Vers el 1200 va acollir a Djagambu, germà de Wang Khan que havia probat d'enderrocar al kan kerait. El 1201 els naiman va entrar a la coalició formada per Djamuqa cap dels djadjirat. Poc després el kan dels markit, Toqto'a, que havia estat expulsat per Wang Khan, va retornar de Transbaikàlia, i es va aliar a l'usurpador del tron naiman Buyurug (que governava una part dels dominis naiman però el verdader kan era el seu germà gran) i junts van obtenir l'aliança dels dorben, restes dels tàtars, qataqin, i saldji'ut. Aquesta nova coalició va fer la guerra a Wang Khan dels kerait i a Genguis Kan dels mongols, però sense gaire èxit.
Eliminats els keraits l'únic poder important que restava enfront dels als mongols, eren els naiman; el seu kan principal era Tayang, i dominaven la Mongòlia occidental (Genguis Kan dominava la Mongòlia oriental). Tots els enemics de les guerres anteriors es van unir a Tayang, com el cap djadjirat Djamuqa, el markit Toqto'a-baqi, el oirat Qutuqa-baqi, i elements de les tribus dorben, qataqin, tàtar, saldji'ut, i un dels clans dels kerait. Tayang, conscient del perill de l'enemic va tractar d'obtenir l'ajut dels ongut, turcs establerts a la vora del Toqto, al nord del Shansi (el districte de Sueiyuan) on exercien com a guàrdia fronterera dels Jin, i que eren nestorians de religió; el seu cap era Alaquch-tagin, però aquest va advertir a Genguis Kan i des de llavors fou el seu aliat.
Potser fou a la tardor del 1204 quan els dos exèrcits es van trobar, segons Abul Ghazi prop d'un riu de l'Altai de nom Altai-su. Tayang es volia retirar a l'altre costat de l'Altai per esgotar a l'exèrcit mongol per grans marxes i llavors agafar-la per sorpresa en algun congost, però acusat de covardia pel seu lloctinent Qorisu-batchi, Tayang va ordenar l'atac; en arribar la nit els mongols eren els guanyadors. Tayang, ferit, estava malferit al seu llit de mort, i els principals caps van anar al combat per morir lluitant, i tots van caure en combat.
Kutchlug, fill de Tayang, va poder fugir amb un grup nombrós cap al Irtix, però el gros del poble naiman es va sotmetre a Genguis Kan. El cap dels markit, Toqto'a-baki, va fugir junt amb Kutchlug. El guarda segells de Tayang, un uigur va passar al servei de Genguis Kan, i va formar l'embrió de la cancelleria mongola dirigida per uigurs. Fou aquest uigur el que va ensenyar als fills de Genguis a escriure mongol en caràcters uigurs i va establir que els actes imperials anessin signats i amb el segell imperial o tamgha
El Yuanshi assegura que Kutchlug i el príncep naiman Buyurug (germà de Tayang) van dirigir la resistència, i que Toqto'a-baki dels markit i Djamuqa dels djadjirat hi participaven en la zona de l'alt Irtix a la vora del llac Zaissan i les muntanyes Ulug tagh (és a dir a la zona muntanyosa entre l'Altai siberià, el Tarbagatai i les muntanyes Tchingiz), però que tots quatre van morir un darrere l'altra.